# Aloys Wein
Aloys Wein (ur. 30 marca 1907 w Braniewie, zm. 8 lutego 1998 w Bad Sassendorf) – niemiecki malarz współczesny.

## Życiorys
Aloys Wein urodził się w 1907 roku w Braniewie w Prusach Wschodnich w rodzinie najemnego robotnika. Rodzina w 1913 przeprowadza się do Zagłębia Ruhry. Aloys tam uczy się zawodu malarza. Szybko zaczyna pracować na własny rachunek. Pierwsze motywy jego obrazów są to przyroda i wiejskie pejzaże. Już w 1937 roku równolegle do malarstwa naturalistycznego zaczyna malować motywy abstrakcyjne. W swoich pracach odnosi się do aktualnej problematyki społecznej i politycznej. Rozpoczyna poszukiwanie własnego stylu. Później określał swoje abstrakcyjne obrazy jako „obrazy duszy”. Jego twórczość obejmowała także kompozycje reliefowe i rysunki. 
W 1943 przeniósł się z rodziną do Soester Börde w Westfalii. Przez całe życie musi walczyć o uznanie jako artysta. Aby móc utrzymać rodzinę, Aloys Wein cały czas tworzy prace naturalistyczne, głównie są to prace na zamówienie, które później nazywał „“Speckbilder” (tłuste obrazy). Można je zobaczyć do dziś w wielu domach w Soester Börde.
Rok 1982 stanowi punkt zwrotny w jego karierze. Zyskuje uznanie, pozwalające wystawiać jego prace w muzeach i galeriach. Od 1989 roku rozpoczyna malować obrazy sylwetek ludzi na temat „Erst stirbt der Baum“ (Najpierw umiera drzewo) oraz obrazy z cyklu „Die Schöpfung ist noch nicht vollendet“ (Stworzenie nie jest jeszcze zakończone). Jedna z jego ostatnich wystaw za życia miała miejsce w 1993 roku w Muzeum Sztuki im. Wilhelma Morgnera w Soester Börde pod tytułem „Retrospektive“ (Retrospektywa). W 1993 został zaproszony na międzynarodowy konkurs plastyczny w Nowym Jorku.
Tam zaprezentowane zostały trzy jego prace. Pomimo choroby nadal pracował nad nowymi kompozycjami, którym poświęca bez reszty. Coraz bardziej jest przekonany o wpływie kolorów i kształtów na ludzką psychikę.
Po jego śmierci m.in. w 2010 zorganizowano wystawę jego prac w Bad Sassendorf, a w 2022 w miejscowości, w której tworzył niemal całe życie – w Soester Börde.